# Ивашенцов, Александр Глебович
Алекса́ндр Глебович Ива́шенцов (4 [17] января 1915, Санкт-Петербург — 24 октября 1991, Москва) — советский геолог, кандидат геолого-минералогических наук, лауреат Ленинской премии (1966).

### Биография
Родился в Санкт-Петербурге 4 (17) января 1915 года в семье видного врача-инфекциониста Глеба Александровича Ивашенцова (1883—1933).
В 1930 году окончил школу-семилетку в Ленинграде. Летом 1928 года из-за несчастного случая в деревне перенёс сложную операцию трепанации черепа, по причине чего оказался в дальнейшем непригодным к строевой службе в армии (в том числе и в годы Великой Отечественной войны). Несмотря на это в школьные годы и позже, особенно в период учёбы в институте, много занимался спортом: легкой атлетикой, лыжами и плаванием.
В 1930 году три месяца работал старшим рабочим на бурении в почвоведческой экспедиции Ленинградского горного института на Дону. 1 октября этого же года поступил в Ленинградский геологоразведочный техникум на разведочную специальность. За время обучения в техникуме прошёл хорошую трудовую школу, ежегодно проводя по пять месяцев производственной практики в геологических партиях по разведке месторождений на Урале и в Казахстане.
Окончив техникум с отличием, получил право поступления в Ленинградский горный институт на разведочную специальность геологоразведочного факультета. В 1936 году пять месяцев работал геологом Даниловского рудоуправления треста «Каззолото». В 1937 и 1938 годах на производственных практиках в Становом хребте, Приамурье и Восточном Забайкалье в поисковых партиях Всесоюзного научно-исследовательского геологического института (ВСЕГЕИ) — головного института Министерства геологии СССР.
В 1939 году на преддипломную практику был направлен прорабом-геологом в Таджикское геологическое управление. Работал в партии по первоначальной разведке и оценке Майхуринского вольфрамового месторождения (в Гиссарском горном хребте на абсолютной высоте 3500 метров).
Защитив с отличием в 1940 году диплом института, продолжил работу начальником партии по разведке Майхуринского месторождения, в результате которой было установлено наличие крупных рудных залежей с рудами не только вольфрама, но и олова. Добыча была начата в июле 1941 года.
С 1946 года А. Г. Ивашенцов — научный, а с 1949 года — старший научный сотрудник ВСЕГЕИ по геологии месторождений полезных ископаемых. Принимал непосредственное участие в работе по созданию группой ведущих геологов института учения о металлогении под руководством академика Академии наук СССР С. С. Смирнова и члена-корреспондента АН СССР Ю. А. Билибина.
Оставаясь до 1951 года старшим научным сотрудником ВСЕГЕИ, одновременно (с 1 января 1948 до декабря 1953 года) по приказу Мингео СССР работал начальником образованной при ВСЕГЕИ на севере Восточной Сибири круглогодичной поисковой комплексной экспедиции, получившей в 1950 году наименование Лесной.
По предложению Ю. А. Билибина, заданием экспедиции было форсированное геологическое изучение в масштабе 1 : 100 000 ранее геологически почти не изученного весьма труднодоступного высокогорного региона к северо-востоку от озера Байкал (от истоков реки Витим до среднего течения реки Олёкма — около 20 тыс. км²). Экспедиция быстро увеличивала объём работ и свою численность. В 1948 году в ней было пять, а в 1953 году — пятнадцать партий, состоявших из геологов Ленинграда и Иркутска.
Несмотря на труднейшие транспортные условия, экспедиция за сравнительно короткий срок выявила ряд крупнейших месторождений меди (Удоканское, Чинейское и др.), железных руд (Чарское и др.), коксующихся углей (Апсатское) и месторождений других полезных ископаемых, в основном расположенных в непосредственной близости от современной трассы Байкало-Амурской железной дороги.
С декабря 1953 года до осени 1955 года А. Г. Ивашенцов — главный геолог-заместитель начальника Первого Главного геологического управления Мингео СССР. Затем в порядке перевода был назначен начальником отдела природных ресурсов Госплана СССР. После реорганизации Госплана СССР в 1957 году работал начальником отдела минерально-сырьевых ресурсов Госплана РСФСР, занимаясь перспективным планированием геологоразведочных работ в стране.
В 1983 году вышел на пенсию. Скончался в Москве 24 октября 1991 года на 77-м году жизни. Похоронен на Ваганьковском кладбище.

## Награды
- орден Трудового Красного Знамени (20.04.1971) — за успехи в развитии геологоразведочных работ и разведке месторождений полезных ископаемых;
- орден «Знак Почёта» (29.04.1963) — за успехи, достигнутые в развитии геологоразведочных работ, открытии и разведке месторождений полезных ископаемых;
- заслуженный геолог РСФСР (21.02.1975) — за заслуги в области геологии и разведки недр;
- Ленинская премия (21.04.1966) — за открытие и разведку крупного месторождения полезных ископаемых.

#### Семья
В 1939 году женился на Зинаиде Васильевне Студениковой (1915—2001), однокурснице по Ленинградскому горному институту. Она работала с А. Г. Ивашенцовым в Таджикистане и Забайкалье (1940—1954), а затем была старшим научным сотрудником и учёным секретарём Института геохимии и аналитической химии имени академика В. И. Вернадского АН СССР (1954—1984).
Дети:
- дочь Татьяна (1938—1942, умерла в ленинградскую блокаду);
- сын Глеб Александрович Ивашенцов (род. 1945) — дипломат, Чрезвычайный и полномочный посол Российской Федерации;
- дочь Мария Александровна Ивашенцова (род. 1946) — научный работник, филолог.

Внуки:
- Наталья Глебовна Ивашенцова (род. 1969) — работает во внешнеэкономической сфере;
- Борис Евгеньевич Овсянкин (род. 1972) — специалист по информационным технологиям.